# Sie nannten sie kleine Mutter
Sie nannten sie kleine Mutter ist ein deutsch-amerikanisch-jugoslawisches Filmdrama von Radley Metzger mit Christiane Krüger als ehrgeizig-skrupellose Politaufsteigerin und Siegfried Rauch als ihr diktatorischer Präsidentengatte in den Hauptrollen.

## Handlung
Marina Pinares wurde in größter Armut geboren und hat sich als Partygirl und Mätresse ganz nach oben geschlafen. Jetzt ist sie dort angekommen, wo sie immer hinwollte: An die Spitze der Macht. Ihr Mann ist der Präsident eines nicht näher genannten, semidiktatorisch regierten, lateinamerikanischen Staates, und sie regiert mit – denn das Volk liebt Marina. Sie hat ihre Herkunft nicht vergessen und kümmert sich als „Kleine Mutter“ um die Ärmsten der Armen, die Hemdlosen, die Hungernden und Kranken. Doch hinter der Fassade der Barmherzigkeit, des humanitären Engagements lauert mitnichten pure Selbstlosigkeit. Es gibt die ganz andere Marina Pinares: die machtbesessene und skrupellose Frau, die sich einst selbst verkaufte, um ihre jetzige Position zu erreichen und auch vor Mord nicht zurückschreckt, um eines Tages ihrem Mann auf dem Präsidentenstuhl zu folgen.
Eines Tages trifft sie das Schicksal hart: Marina erkrankt schwer an Krebs und hat bald nicht mehr lange zu leben. Man lässt sie fallen, versteckt sie geradezu vor der Öffentlichkeit, und ihre Machtbesessenheit ist bald nichts mehr wert. Marina will im Gedächtnis des Volks für immer als die „kleine Mutter“ bleiben und treibt sogar jetzt noch ein moralisch höchst fragwürdiges Spiel, um nach ihrem Tod von der Kirche heiliggesprochen zu werden. Sie plant ihren Abgang vor den Augen der Öffentlichkeit als perfekte Show zu inszenieren, doch sie hat ihre Rechnung ohne das brutale Militär gemacht, das einen ganz anderen Plan verfolgt und gegen sie eine letzte Intrige spinnt.

## Produktionsnotizen
Sie nannten sie kleine Mutter wurde 1972 in Jugoslawien gedreht und am 5. Januar 1973 in den USA uraufgeführt. In Deutschland hatte der Streifen offensichtlich erst mit der Ausstrahlung auf dem Fernsehsender Tele 5 am 25. Februar 1990 Premiere. Später wurde der Streifen unter dem reißerischen Titel Marina – Der brutale Weg einer Hure neu herausgebracht.
Branko Lustig (Schindlers Liste) übernahm die Produktionsleitung.

## Wissenswertes
Der Film orientiert sich vage an Leben und Schicksal von Eva Perón, der einstigen Gattin des argentinischen Staatspräsidenten und Diktators Juan Perón.

## Kritik
Das Lexikon des internationalen Films bemängelte, dass der spekulative Streifen, anstatt politische Korruption anzuprangern, lediglich auf Sex und Gewalt setzen würde.

## Einzelnachweis
1. ↑  Das Lexikon des Internationalen Film, Band 1989/90, S. 623. Reinbek bei Hamburg 1991.